# Amblyrhethus brevipes
Amblyrhethus brevipes är en insektsart som först beskrevs av Henri Saussure 1878.  Amblyrhethus brevipes ingår i släktet Amblyrhethus och familjen syrsor. Inga underarter finns listade i Catalogue of Life.